# Symmela instabilis
Symmela instabilis är en skalbaggsart som beskrevs av Wilhelm Ferdinand Erichson 1835. Symmela instabilis ingår i släktet Symmela och familjen Melolonthidae. Utöver nominatformen finns också underarten S. i. flavimana.